# Grunting (Tennis)

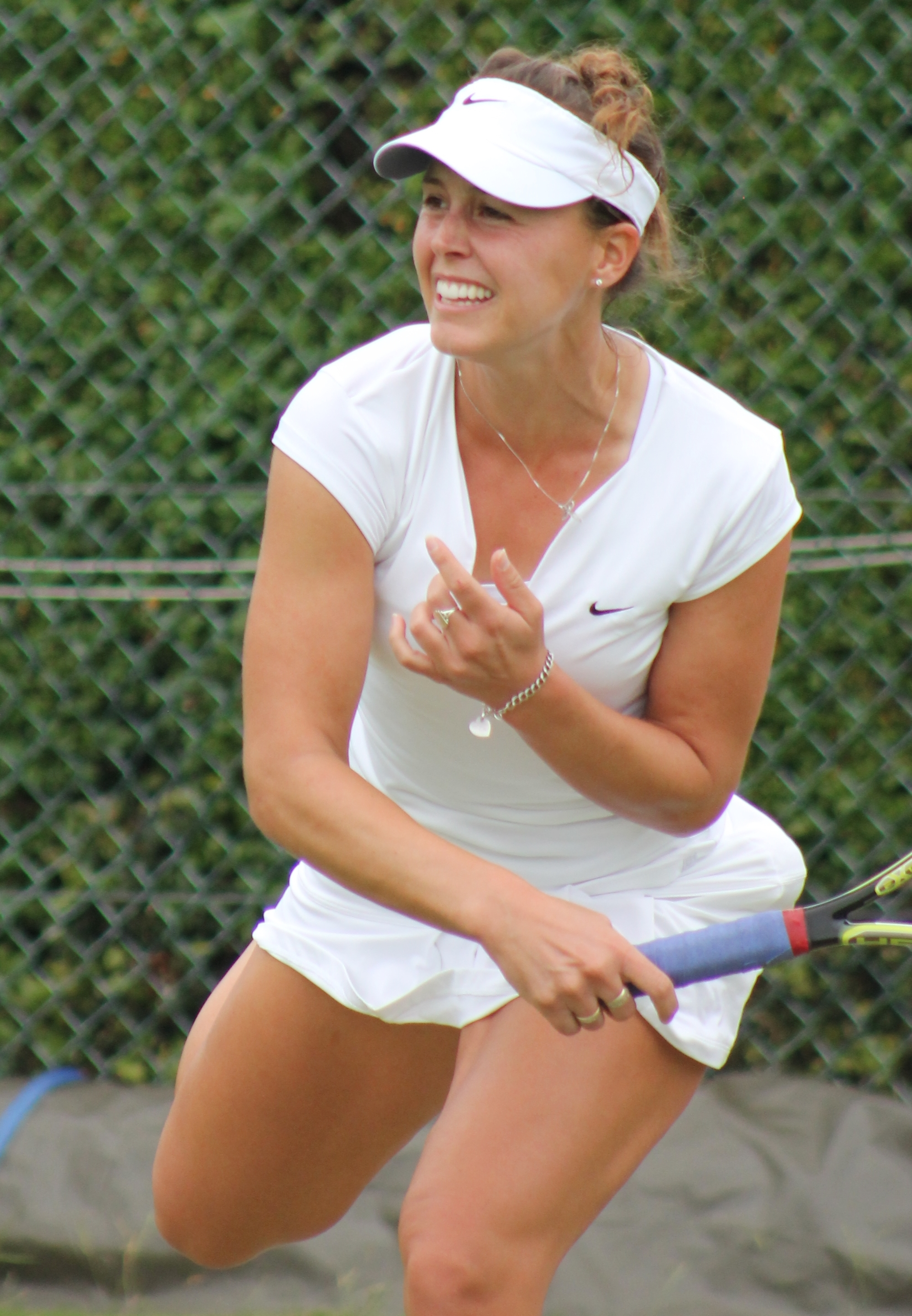
Michelle Larcher de Brito (im Bild 2013) erbrachte 2009 bei den French Open eine maximale Lautstärke von 109 Dezibel

Der Begriff Grunting (englisch grunting für Grunzen, ugs. „Stöhnen“) wird im Tennis verwendet für Lautäußerungen von Spielern beim Schlagen eines Balles. Diese werden immer wieder, besonders bei Sportlerinnen, auch als mögliche Störung des jeweiligen Gegners thematisiert.

## Bedeutung im Sport
Manche Tennistrainer empfehlen diese Lautäußerungen durch besonders expressives Atmen im Moment des Ballkontaktes als Teil der Atemkontrolle, die zur optimalen Energieübertragung notwendig sei. Wie auch in Wurfsportarten und beim Gewichtheben findet so ein Verschluss der Stimmritze nach der Einatmung statt und stabilisiert den Oberkörper für die folgende Belastung, nach der (stimmhaft oder stimmlos) forciert ausgeatmet wird.
Grunting wird eher bei Topspin-Schlägen als beim Aufschlag eingesetzt und ist dem jeweiligen Spieler nicht unbedingt bewusst. Bei den Spielerinnen Monica Seles und Anke Huber ließ sich zeigen, dass Tonhöhe und Lautstärke im Verhältnis zum Kraftaufwand des einzelnen Schlages und auch zu seiner Bedeutung im Spiel stehen. Vincent Spadea betrachtete das Grunting als eine von mehreren Möglichkeiten des Tennisspielers, seine Konzentration hoch zu halten und sich vor Ablenkung zu schützen.

## Wissenschaftliche Rezeption

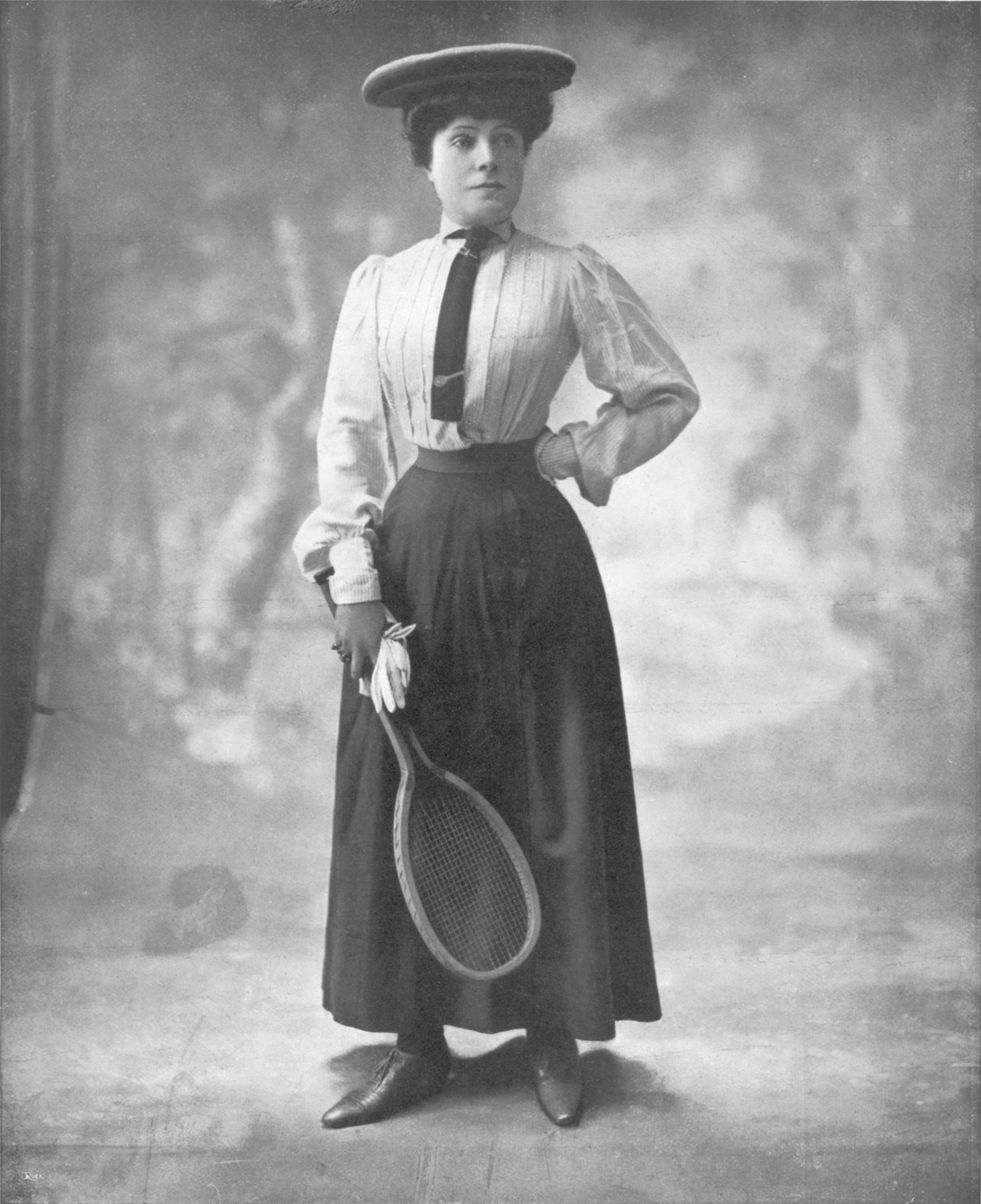
Tennis als Sport der Oberschicht: María Eulalia von Spanien in zeittypischer Tenniskleidung (1907)

Das Phänomen ist nach der Phonetikerin Angelika Braun, die das Grunting im Tennis wissenschaftlich untersuchte, im Damentennis verbreiteter. Erstmals wurde der Grunt in einem Lehrbuch der Phonetik von Gloria Borden und Katherin Harris 1984 zur Illustration des glottal stop anhand von Lautäußerungen des Tennisspielers Jimmy Connors herangezogen. Es handelt sich jedoch um einen sogenannten effort closure im Kehlkopf, durch einen aktiven und krampfartigen Verschluss der Stimmlippen und einer Verhakung des Stellknorpels mit anschließender Lösung. Dieser Prozess erstreckt sich über drei Phasen, die Schließ-, Verschluss- und Lösephase. Da nur die Lösephase hörbar ist, wird der dabei entstehende Laut auch Verschlusslöselaut genannt.
Im Damentennis würden diese Lautäußerungen anders wahrgenommen als beim Herrensport, da die gesellschaftlich akzeptierte soziale Rolle der Sportlerin mit traditionellen Vorstellungen von Weiblichkeit und weiblichem Verhalten kollidieren. Die Laute würden Assoziationen zu solchen im Zusammenhang mit Sexualität auslösen:

„Doch die weibliche Ekstase durch Verausgabung ist stets eine unmißverständlich erotische, während der maskuline Star die Arbeitsmaschine imitiert, die im Kampf gegen den Tod ihr Letztes gibt. […] Ganz entsprechend nahm man zunächst auch den Unterschied wahr zwischen weiblichem und männlichem Stöhnen beim Tennis.“

Eine sportsoziologische Betrachtungsweise von Karl-Heinrich Bette und Uwe Schimank geht dahin, dass sich Tennis vom Sport der Oberschichten, der mit einer gewissen Vornehmheit, Zurückhaltung und ohne Erfolgsdruck ausgeübt wurde, zum leistungsorientierten Sport der aufstrebenden Mittelklasse entwickelt hat und das „Stöhnen und Ächzen“ ein Ausdruck dieser Veränderung sei.

### Lautstärke
Ein Spitzenplatz wird der portugiesischen Spielerin Michelle Larcher de Brito mit 109 Dezibel zugeschrieben. Weitere bekannte laute Stöhnerinnen sind:
- Marija Scharapowa (101 dB)
- Monica Seles (93,2 dB)
- Serena Williams (88,9 dB)[8]

## Kontroversen
Bereits Jimmy Connors war in den 1970er Jahren als lauter Spieler bekannt. In die Debatte geriet das Grunting im Profitennis in den 1990er Jahren speziell durch Monica Seles. Eine prominente Fortsetzung fand das geräuschvolle Auftreten im Spiel bei Marija Scharapowa. Andere Tennisspielerinnen wie Jelena Dementjewa beschwerten sich über deren lautes Stöhnen. Das lauteste Stöhnen im Profitennis wurde bisher mit 109 Dezibel (dB) bei der Portugiesin Michelle Larcher de Brito gemessen. Auch andere Spielerinnen bringen Lautäußerungen über 70 dB zustande.
Der frühere Tennisprofi Boris Becker forderte 2008 eine Regeländerung in Bezug auf das Stöhnen, das er als zu sexuell empfand und für ungesund hielt. Michael Stich, ebenfalls früherer Profispieler und nun Sportkommentator für die BBC, bezeichnete es 2009 als „widerlich und unsexy“, was ihm heftige Kritik einbrachte, andererseits der Diskussion über das Stöhnen im Damentennis neue Nahrung lieferte. Martina Navrátilová bezeichnete die Lautäußerungen mancher Spielerinnen als „Betrug“ und schloss sich der Forderung nach einer Regeländerung an. Damit nahm sie Ergebnisse einer Studie der University of British Columbia vom Oktober 2010 vorweg, in der sich herausstellte, dass lautes Stöhnen beim Ballkontakt dem stöhnenden Spieler einen Vorteil bietet. Als weiter zu erforschende Erklärung wurde angeboten, dass der Laut des Spielers das Eigengeräusch des Balles überlagert (maskiert) und dem Gegner damit eine adäquat schnelle und korrekte Reaktion erschwert, da dieser keine Informationen über Spin und Geschwindigkeit des Balles mehr erhält. Diese Kritik fand sich in den Jahren zuvor bereits bei Ivan Lendl und Nathalie Tauziat.
Ian Ritchie, der Geschäftsführer des All England Lawn Tennis and Croquet Club, der das Turnier von Wimbledon ausrichtet, wies 2011 darauf hin, dass Spieler sich beim Schiedsrichter über zu laute Gegner beschweren könnten. Zudem äußerte er den Wunsch, die Sportler sollten sich leiser verhalten.
Die BBC nutzte 2011 bei Übertragungen von Tennisspielen aus Wimbledon eine spezielle Filtersoftware, mit der störende Geräusche der Sportler gegenüber der Stimme des Sprechers weitgehend ausgeblendet werden können. Der Fernsehzuschauer konnte sich den Netmix Player, eine dazu geeignete Software, lokal installieren und die Tonübertragung selbst regeln. Der vom Erlanger Fraunhofer-Institut für Integrierte Schaltungen entwickelte Netmix Player wird für gängige Betriebssysteme angeboten. Eine vergleichbare Technik war bereits im Jahr zuvor bei der Fußball-Weltmeisterschaft eingesetzt worden, um Störungen durch Vuvuzelas einzugrenzen.